# Santa Maria di Piave
Santa Maria di Piave (Santa Marìa in veneto) è una frazione di San Donà di Piave, situata nella città metropolitana di Venezia. Si trova nel punto più a sud del territorio comunale e confina da una parte con Caposile e dall'altra con Ca' Nani, quest'ultima località di Jesolo. 
In passato nello stesso luogo della frazione esisteva una località, oggi scomparsa, chiamata Villafranca.